# هاچیکو مونوگاتاری
هاچیکو مونوگاتاری (انگلیسی: Hachikō Monogatari) یک ژاپنی محصول ۱۹۸۷ درام (فیلم و تلویزیون) به کارگردانی سیجیرو کویاما و با بازی تاتسویا ناکادای، کائورو یاچیگوسا، ماکو ایشی نو و ماسومی هیروکاوا. این فیلم داستان واقعی هاچیکو وفادار آکیتا (سگ) را به تصویر می‌کشد که به مدت ۹ سال پس از مرگ صاحبش همچنان منتظر بود تا صاحبش پروفسور هیده‌سابورو اوئنو از سر کار برگردد. این فیلم برترین فیلم ژاپنی در گیشه سال اکرانش بود.